# 뜨거운 것이 좋아 (2007년 영화)
"뜨거운 것이 좋아"(Hellcats)는 2008년 개봉한 대한민국의 드라마 영화이다. 세 여자의 연애과정을 다뤘다.

## 캐스팅
- 이미숙 - 김영미 역
- 김민희 - 김아미 역
- 안소희 - 김강애 역
- 김성수 - 오승원 역
- 김흥수 - 나원석 역
- 윤희석 - 최경수 역
- 강해인 - 유미란 역
- 김범 - 이호재 역
- 장항준 - 안 감독 역
- 이명행 - 여행사 친구 역
- 장문석

## 수상 경력
- 2008년 제9회 부산영화평론가협회상 여우주연상(김민희)
- 2008년 제44회 백상예술대상 영화 여자최우수연기상(김민희)